# Nigel Spackman
Nigel Spackman (Romsey, 2 dicembre 1960) è un ex calciatore e allenatore di calcio inglese, di ruolo centrocampista.

## Carriera
Cresciuto nell'Andover, nel 1980 il Bournemouth lo acquista. Gioca i primi due anni in quarta divisione, prima della promozione in terza categoria nel 1982. Alla fine dell'annata seguente, giocata da titolare in terza divisione, il Chelsea acquista le sue prestazioni in cambio di  40 000 sterline. Alla sua prima stagione conquista il titolo di seconda divisione con i Blues. Nel febbraio 1987 passa al Liverpool per 400 000 sterline, vincendo il titolo inglese e la Supercoppa nazionale. Il 2 febbraio 1989 si trasferisce al QPR, ritornando a Londra, in cambio di 500 000 sterline. Rimane fino al 30 novembre, quando si trasferisce in Scozia, ai Rangers di Glasgow, che lo pagano 500 000 sterline. A Glasgow vince tre campionati, una Coppa di Scozia e una Coppa di Lega. Ritornato al Chelsea per 485 000 sterline, gioca altre quattro stagioni, andando a chiudere la carriera a Sheffield.
Appesi gli scarpini al chiodo, intraprende la carriera da allenatore, guidando Sheffield United, Barnsley e Millwall.

## Palmarès

### Club

#### Competizioni nazionali
- Football League Championship: 1

Chelsea: 1983-1984
- Campionato inglese: 1

Liverpool: 1987-1988
- Charity Shield: 1

Liverpool: 1988
- Campionato scozzese: 3

Rangers: 1989-1990, 1990-1991, 1991-1992
- Scottish League Cup: 1

Rangers: 1990-1991
- Coppa di Scozia: 1

Rangers: 1991-1992